# Mercedes-Benz Classe CL (Type 215)
La Mercedes-Benz C215 (C215) est un coupé Grand Tourisme à moteur V8 et V12 du constructeur automobile allemand Mercedes-Benz, produit de 1999 à 2006.
Elle utilise la plate-forme de la Mercedes-Benz Classe S.
Le C215 a remplacé l'ancien coupé C140 après 1998.
Elle a été produite de 2000 à 2003 puis restylée de 2003 à 2006.

## Modèles
CL500 : 5,0 litres V8 produisant 302 ch (225 kW, 306 PS). Vitesse maximale = 250 km/h (limité)
CL600 ('99-'02) : 5,8 litres V12 produisant 367 ch (274 kW, 372 PS). Vitesse maximale = 250 km/h (limité)
CL600 ('02-'06) : 5,5 litres V12 bi-turbo produisant 493 ch (368 kW, 500 PS). Vitesse maximale = 250 km/h (limité)
CL55 AMG ('00-'02) : 5,4 litres V8 produisant 365 ch (272 kW, 370 PS). Vitesse maximale = 250 km/h (limité)
CL55 AMG ('02-'06) : 5,4 litres V8 suralimenté produisant 493 ch (368 kW, 500 PS). Vitesse maximale = 250 km/h (limité)
CL63 AMG ('01) : 6,2 litres V12 produisant 444 / 474 (331 kW, 450 PS). Vitesse maximale = 250 km/h (limité)
CL65 AMG : 6,0 litres V12 bi-turbo produisant 612 ch (450 kW, 612 PS). Vitesse maximale = 250 km/h (limité)

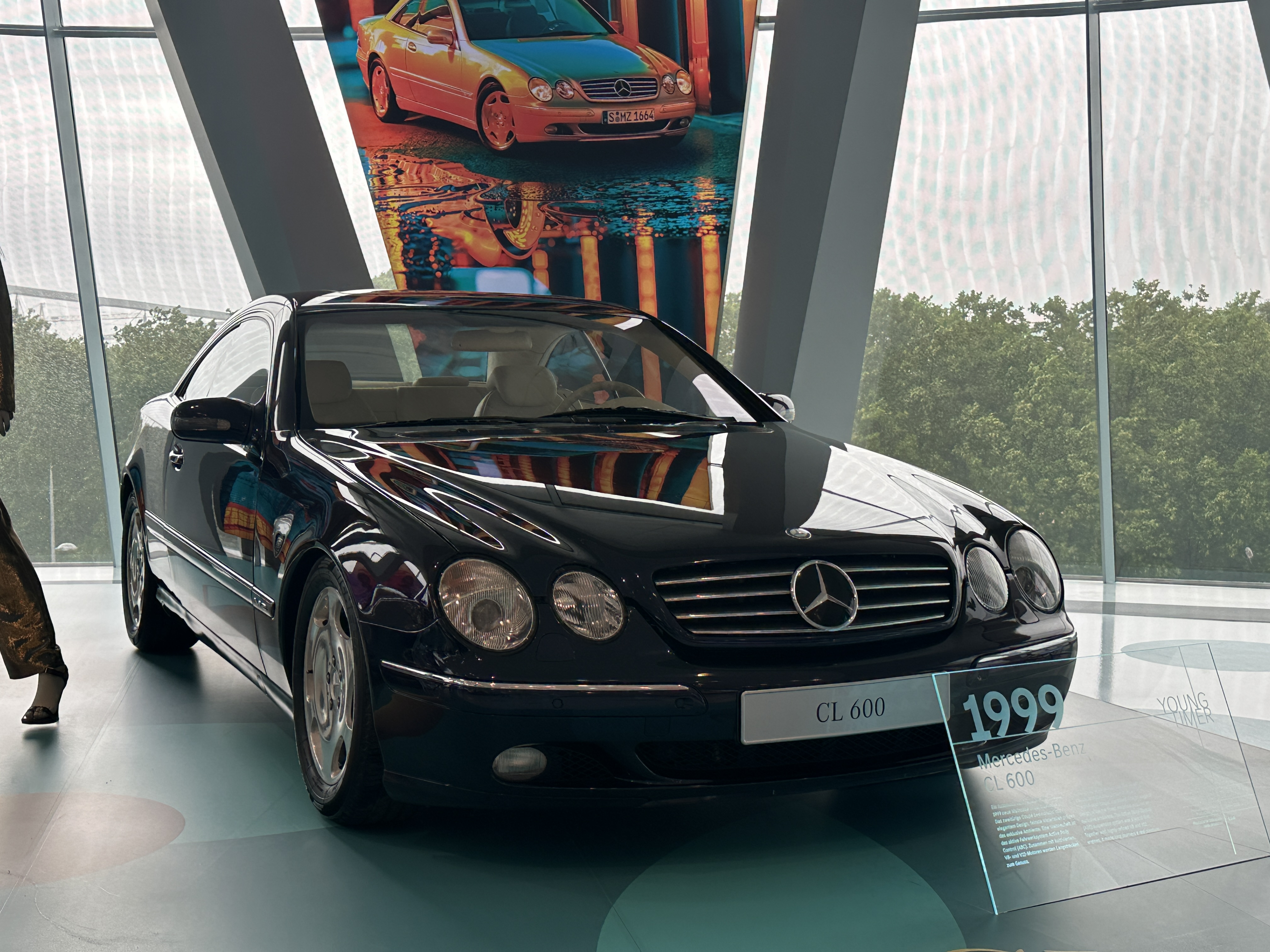
Mercedes-Benz CL600 exposée au Musée Mercedes-Benz de Stuttgart.

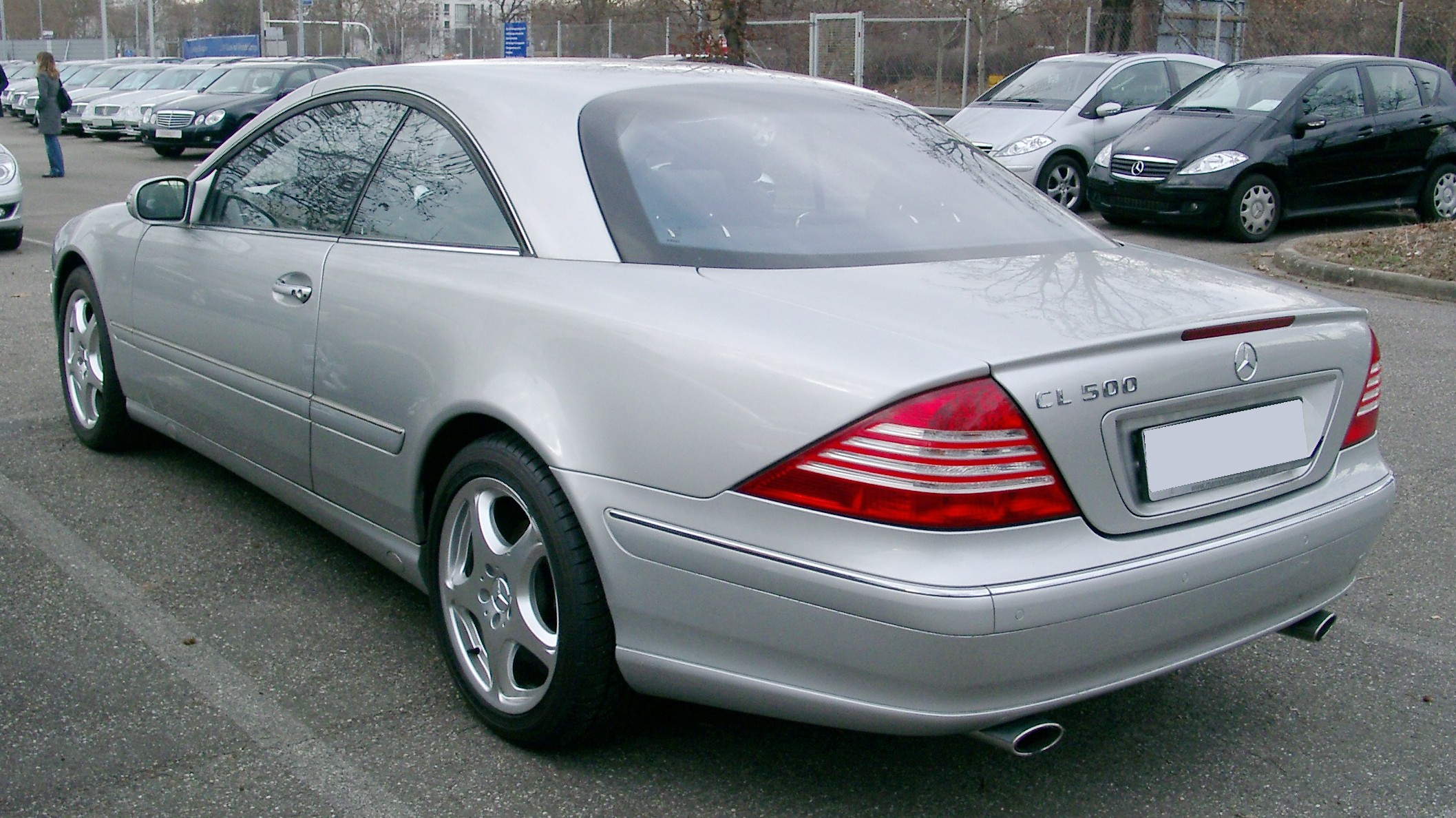
C215 Mercedes-Benz CL500